# Sermón del 28 de julio de 1846

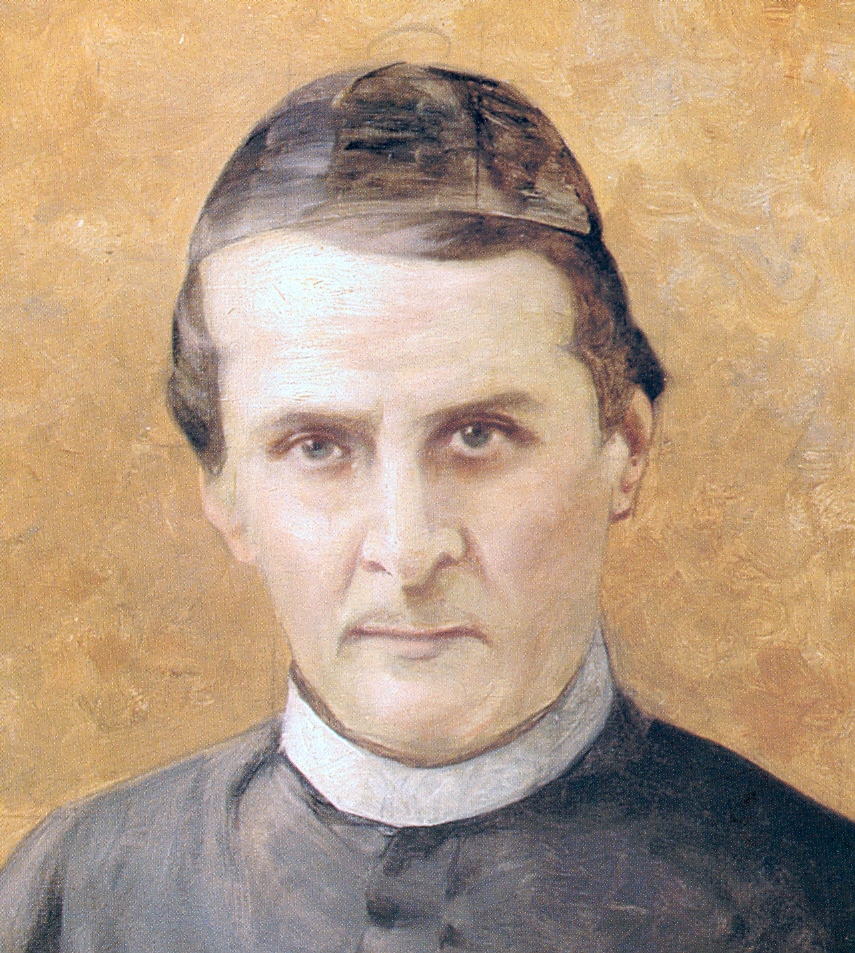
Bartolomé Herrera

El Sermón del 28 de julio de 1846 fue un sermón pronunciado por el sacerdote peruano Bartolomé Herrera en la misa del Te Deum por motivo del 25 aniversario de la independencia del Perú.

## Preparativos
En 1842, por motivo de los funerales del presidente Agustín Gamarra, el sacerdote Bartolomé Herrera fue convocado para pronunciar un sermón. En dicho sermón, Herrera hizo un llamado al orden para el país y sustentó la defensa de la autoridad ante la anarquía de la época. Producto de esto, el presidente Juan Francisco de Vidal La Hoz y su ministro Benito Laso nombraron a Herrera como rector del Convictorio San Carlos, en la cual llevaría una reforma educativa de tendencia conservadora. Debido a la conmemoración del 25 aniversario de la independencia del Perú a celebrarse en 1846, el gobierno de Ramón Castilla, a través de José Gregorio Paz Soldán, envió una misiva el 3 de julio a Herrera para invitarle de manera irrevocable a ser partícipe de la celebración y oficiar la misa del 28 de julio. Ante ello, el 6 de dicho mes, Herrera contestó con otra misiva aceptando la invitación.

## Estructura
El sermón se encuentra dividido en 3 partes, siendo éstas:
- Introducción. En esta sección, Herrera agradece a Dios por la independencia y la paz alcanzada tras los tiempos de anarquía.
- Yo te he formado. En esta sección, Herrera proclama que los incas cumplieron su misión de unificar a los diversos pueblos prehispánicos en el Imperio Inca preparándolos para el recibimiento de la doctrina cristiana a través del Imperio Español, que era la depositaria de la fe católica tras su unificación bajo los Reyes Católicos y la conquista de Granada y que llegara en el momento en que el Imperio Inca estaba en peligro de desintegración por la guerra civil entre Huáscar y Atahualpa. Para Herrera, el Imperio Español cumplió su propósito llegando el momento de la emancipación del Perú así como el Imperio Romano se desplomara "para que viviera con su vida propia cada fragmento de él".
- Siervo mío eres tú Israel, no te olvides de mí. En esta sección, Herrera analiza la libertad sobre la que descansa los peruanos. Para Herrera, la independencia trajo consigo que el Perú cayera  en "la desgracia de ser presa de las preocupaciones ruinosas, de los errores impíos y antisociales que difundió la Revolución Francesa". Herrera critica que "se buscó la libertad en el desorden de la Revolución, cuando Dios la ha establecido en la obediencia. Se quiso reconocer la soberanía absoluta en la voluntad de los hombres, cuando Dios había dicho que él sólo es el Señor". Herrera menciona que existe una autoridad necesaria, Dios. De esta forma, los jefes de Estado, legisladores y jueces son sus mandatarios por lo que el hombre que ejerce la autoridad es un ministro de Dios para el bien y corresponde al pueblo obedecer a su soberano ya que la soberanía popular es la obediencia a las autoridades conforme a la voluntad divina.

## Postrimerías
Tras el sermón, se desataría una polémica entre Herrera y Laso. Al día siguiente del sermón, Laso escribió, bajo las iniciales B. L., un artículo en El Correo Peruano impugnando lo dicho por Herrera y criticando la influencia del conservadurismo en la institución que dirigía. Herrera aceptó la polémica, respondiéndole sus objeciones a través de El Comercio. Tras intensos debates a través de los diarios, Laso terminó por retirarse. Por su parte, Herrera publicó un libro llamado "Sermón pronunciado por el D. D. Bartolomé Herrera, Rector del Colegio de San Carlos, el día 28 de julio de 1846. Aniversario de la Independencia del Perú", en donde recogería su sermón además de algunas anotaciones, los artículos de la polémica Herrera-Laso y objeciones planteadas por otros personajes.